# Štefan Hrajnoha
Štefan Hrajnoha (29. března 1924 – ???) byl slovenský a československý politik Komunistické strany Slovenska a poúnorový poslanec Národního shromáždění ČSR.

## Biografie
Ve volbách roku 1954 byl zvolen do Národního shromáždění za KSS ve volebním obvodu Galanta. V parlamentu zasedal do konce jeho funkčního období, tedy do voleb v roce 1960. K roku 1954 se profesně uvádí jako člen JZD v obci Paľovce. Byl nositelem vyznamenání Za statečnost.